# Strajk dzieci swarzędzkich

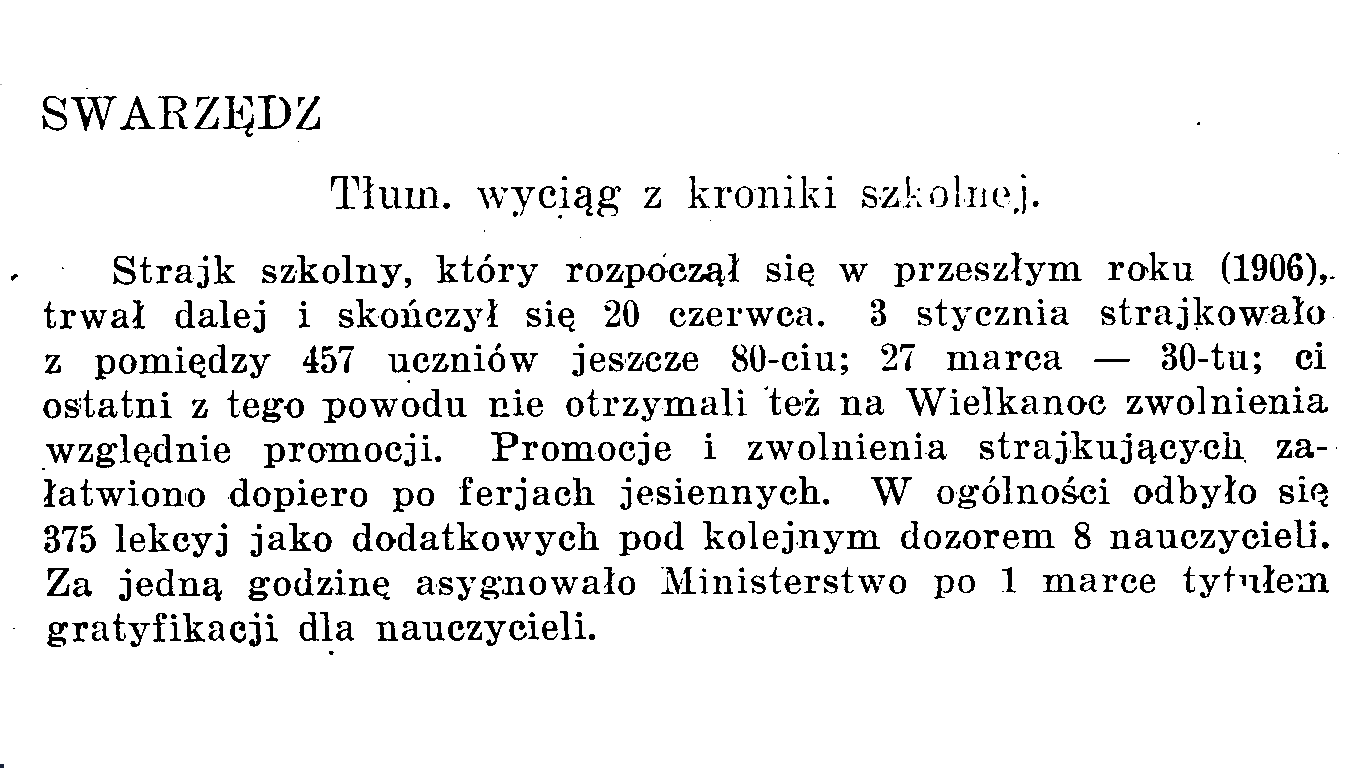
Przetłumaczony z j. niemieckiego fragment kroniki szkolnej pochodzący z pracy Mieczysława Jabczyńskiego "Walka dziatwy szkolnej z pruską szkołą", Poznań 1930

Strajk dzieci swarzędzkich – strajk szkolny uczniów katolickiej szkoły elementarnej w Swarzędzu, który miał miejsce w latach 1906-1907. Był aktem sprzeciwu skierowanym wobec procesu germanizacji polskich szkół, wywołany zakazem używania języka polskiego na lekcjach religii w szkołach ludowych w Poznańskiem i na Pomorzu.

## Przyczyny
W Swarzędzu bezpośrednią przyczyną buntu była odmowa wydana przez władz pruskie, odnosząca się do wniosku dorosłych, którzy postulowali o wydanie zezwolenia na nauczanie pisania i czytania w języku polskim.

## Przebieg strajku
23 października 1906 roku w elementarnej szkole katolickiej przy ul. Zamkowej wybuchł strajk. Uczniowie odmówili nauki w zajęciach prowadzonych w języku niemieckim. Dziennie strajkowało od 50 do 120 dzieci, po kilku lub kilkunastu z każdej klasy. Kilkuletni bohaterowie strajku gromadzili się na cmentarzu przy kościele pw. św. Marcina razem z Janem Zaporowskim, który był jednym z organizatorów strajku. Jako że pełnił funkcję organisty w kościele św. Marcina, pod pozorem nauczania pieśni religijnych oraz odmawianych modlitw, uczył dzieci języka polskiego. Podobnie jak w całej Wielkopolsce, tak i w Swarzędzu władze pruskie zareagowały represjami wobec strajkujących. Uczniów po zakończeniu planowanych lekcji pozostawiano na tzw. lekcjach aresztu, których zorganizowano w sumie 375 godzin, zamiast pozdrowienia katolickiego wprowadzono świeckie. a lekcje religii zastąpiono dodatkowymi godzinami niemieckiego, matematyki i historii. Nie udzielano promocji do następnych klas oraz nie zwalniano ze szkoły osób, które ukończyły 14 rok życia. Wobec rodziców stosowano natomiast dotkliwe kary sądowe.

## Upamiętnienia
11 listopada 2007 roku przy kościele pw. św. Marcina Biskupa przy ulicy świętego Marcina odsłonięto granitową tablicę upamiętniającą patriotyczną postawę swarzędzkich dzieci sprzed 100 lat. Jego wykonawcą jest Waldemar Dębosz z Paczkowa. Warto dodać, że pamięć o bohaterskim strajku uczniów została przywrócona dzięki staraniom śp. Floriana Fiedlera wraz z członkami Towarzystwa Miłośników Ziemi Swarzędzkiej.